# Alessandro II di Russia
Alessandro II Romanov (in russo Александр II Николаевич Романов?, Aleksandr II Nikolaevič Romanov; Mosca, 29 aprile 1818 – San Pietroburgo, 13 marzo 1881) è stato imperatore di Russia e duca di Finlandia dal 2 marzo 1855 fino alla sua morte.
Nel 1861 ottenne e firmò una controversa legge sull'emancipazione della servitù della gleba che determinò l'indipendenza della stragrande maggioranza dei contadini russi. Nel 1862 riformò l'amministrazione fiscale aumentandone l'efficienza. Nel 1863, dopo una serie di decisioni prima liberali poi repressive, riformò l'università migliorandone le finanze e l'autonomia dei docenti. Nel 1864 completò la conquista del Caucaso iniziata dai suoi predecessori nel 1817 e riformò l'esercito di modo da ottenere riserve più numerose ed efficienti. Nello stesso anno riformò l'amministrazione locale creando le assemblee elettive degli zemstvo, e promulgò la riforma dell'ordine giudiziario. Malgrado le sue riforme, l'autocrazia zarista perdurava.
In politica estera riuscì ad annullare le pesanti clausole imposte alla Russia dopo la guerra di Crimea e attuò in Asia una politica di espansione che portò l'Impero russo alla sua massima estensione territoriale. Cercò di coltivare l'amicizia della Prussia, del cui sovrano era nipote, e si trovò in contrasto con la Gran Bretagna sia per l'espansione russa in Asia, sia per l'attacco russo all'Impero ottomano del 1877.
Nel 1863 e nel 1864 represse con la forza i moti nazionalisti in Polonia e in alcune province nord-occidentali della Russia.
Morì a causa di un attentato nel 1881.

## La famiglia e la gioventù

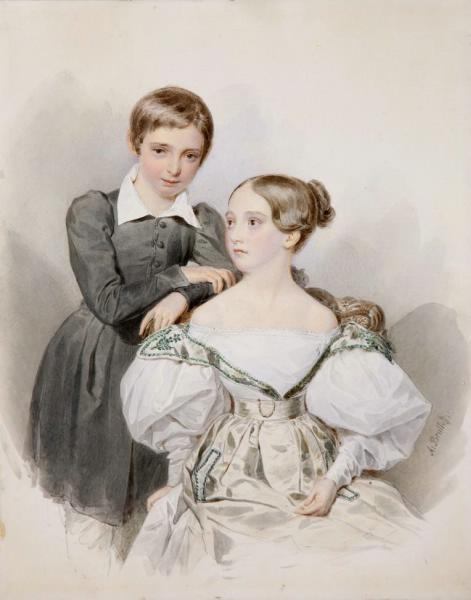
Alessandro, bambino, con la sorella Marija nel 1830 circa

Alessandro nacque nel 1818 dal futuro zar Nicola I di Russia e da Aleksandra Fёdorovna, figlia del re di Prussia Federico Guglielmo III e sorella, oltre che del futuro re di Prussia Federico Guglielmo IV, anche del futuro imperatore tedesco Guglielmo I.
Fu educato sotto la supervisione del poeta romantico di tendenze liberali Vasilij Andreevič Žukovskij e tra il 1835 e il 1837 seguì le lezioni di diritto del riformista Michail Speranskij. Dopo aver viaggiato a lungo in Russia (fu il primo Romanov a visitare la Siberia) nel 1838 e nel 1839, compì un lungo tour in Europa.
Per lo stesso motivo dei suoi predecessori, e cioè allo scopo di trovare una compagna, in occasione di questo viaggio Alessandro visitò le corti tedesche. In una di queste rimase affascinato da Maria d'Assia, ufficialmente figlia del granduca d'Assia Luigi II, ma molto probabilmente figlia naturale del barone Augusto di Senarclens de Grancy. La circostanza della dubbia paternità fu subito fatta presente dall'ambasciatore russo a Darmstadt al futuro zar, il quale la ignorò.
Il matrimonio tra Alessandro e Maria d'Assia, che si celebrò il 16 aprile 1841, portò alla nascita di sei figli dal 1842 al 1853 e di altri due dopo l'ascesa al trono di Alessandro. Lo zar ebbe anche altri quattro figli, nati dal 1872 al 1878, da una relazione con la nobildonna Ekaterina Michajlovna Dolgorukova che, alla morte di Maria d'Assia nel 1880, Alessandro sposò in matrimonio morganatico.
La relazione extraconiugale di Alessandro era risaputa negli ambienti di corte e risaliva probabilmente al 1865 circa, dopo che lo zar aveva incontrato per la prima volta la giovanissima Ekaterina Dolgorukova all'Istituto Smol'nyj per Nobili Fanciulle.
Costei non aveva particolari doti intellettuali, ma proprio la sua semplicità, a giudizio del pubblico, aveva prima ammaliato e poi avvinto durevolmente Alessandro.

### I primi incarichi
Il padre Nicola I fece entrare il giovane Alessandro nel Consiglio di Stato e nel comitato dei ministri, per poi nominarlo, nel 1842, a capo del comitato incaricato della supervisione della costruzione della ferrovia Mosca-San Pietroburgo. Nel 1846 Alessandro partecipò a un comitato segreto sulla questione contadina e nel 1848 ne presiedette un altro. L'anno dopo subentrò allo zio, il granduca Michail Pavlovič, nella direzione delle scuole militari imperiali e nel 1855, per conto del padre malato, licenziò il comandante delle forze russe nella guerra di Crimea. Si trattava di Aleksandr Sergeevič Menšikov, esonerato da Alessandro, dopo l'ennesimo insuccesso militare, con una lettera del 27 febbraio. Il 2 marzo, a seguito di una polmonite, Nicola I morì, lasciando al figlio primogenito la gestione di una grave situazione internazionale che vedeva la Russia combattere da sola contro Francia, Gran Bretagna, Impero ottomano e, dal 4 marzo, anche contro il Regno di Sardegna.

## L'ascesa al trono e la guerra di Crimea (1855-1856)

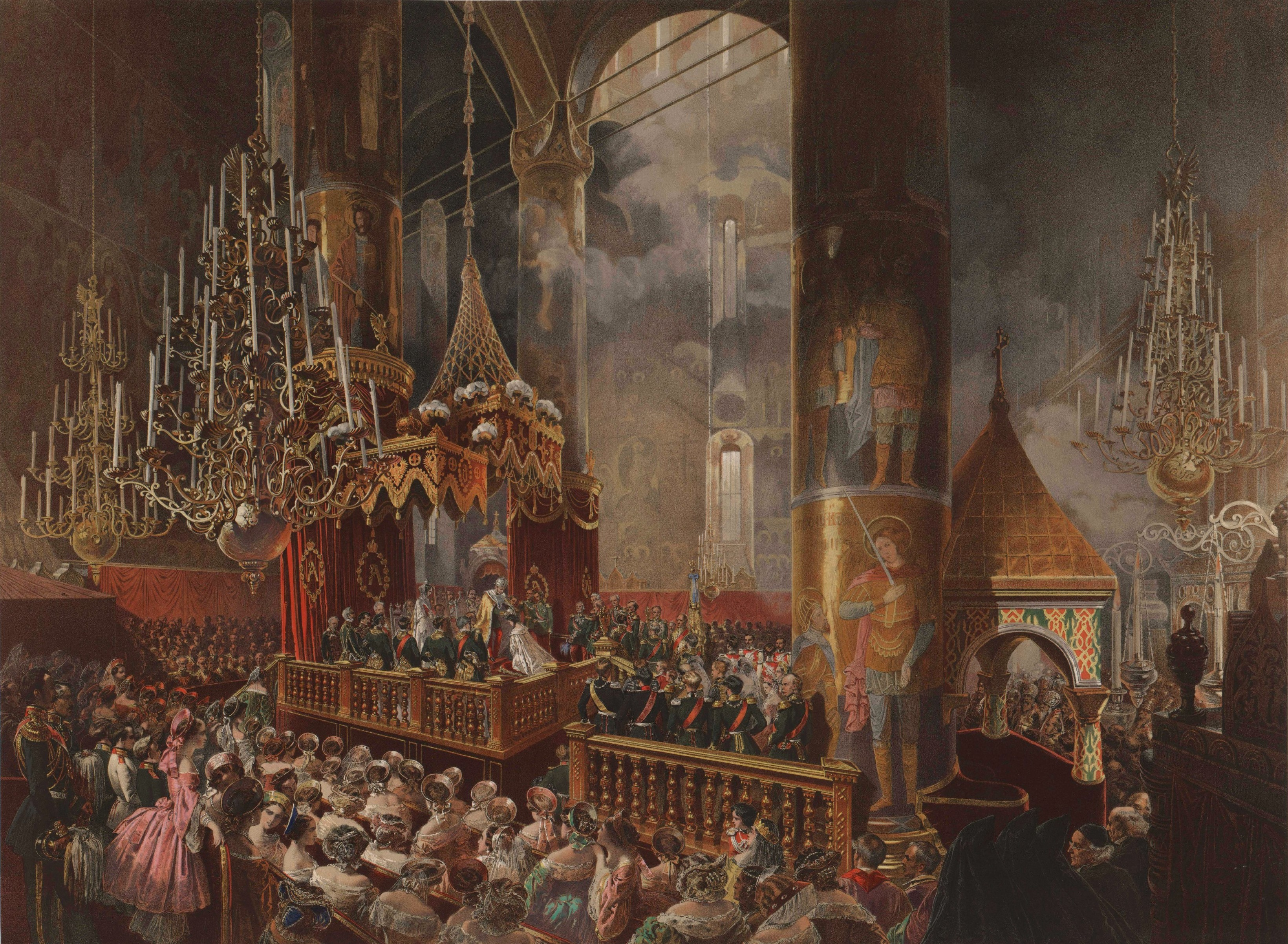
L'incoronazione di Alessandro II nel 1856

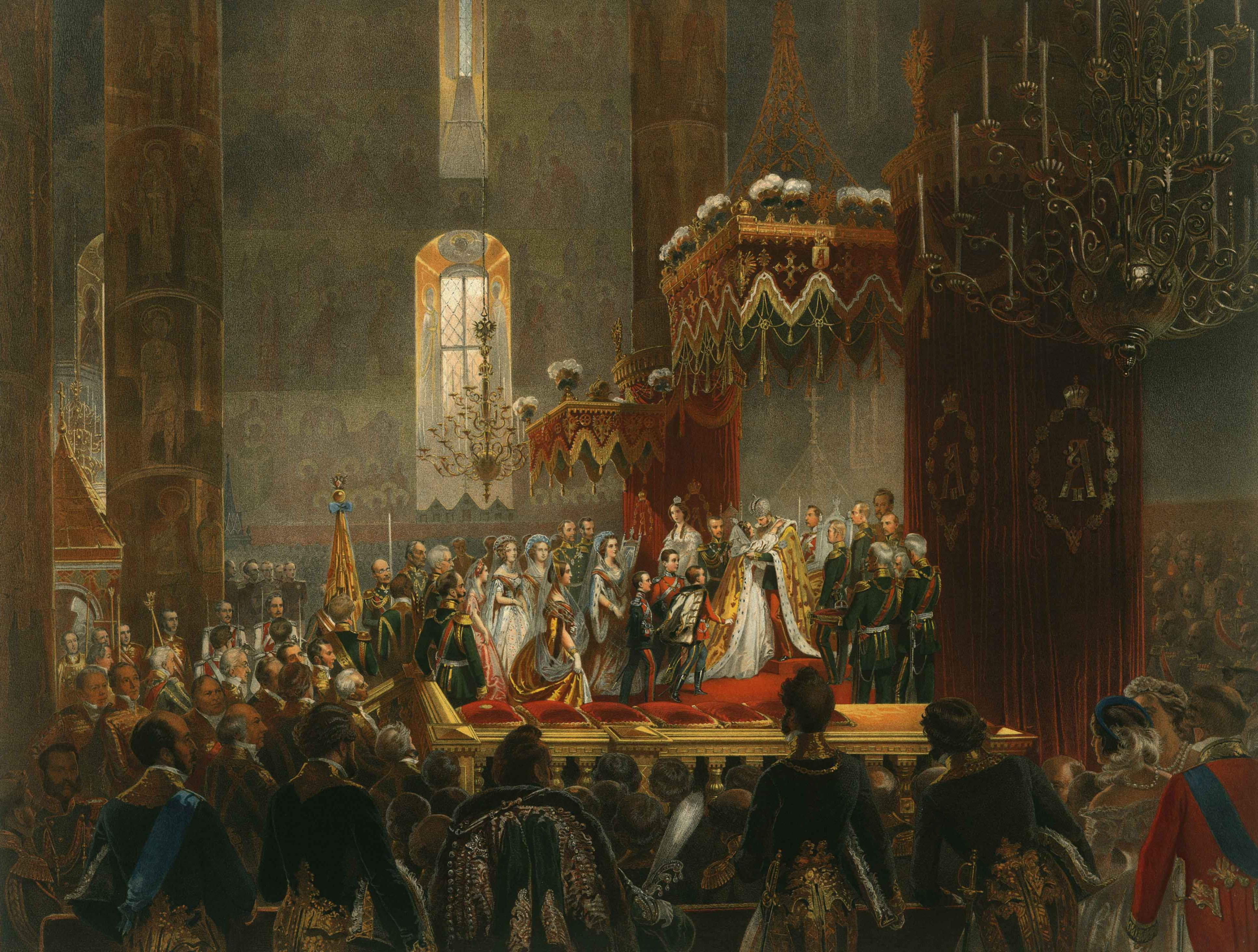
La famiglia saluta Alessandro dopo l'incoronazione. In quella occasione i nobili di tre province si dichiararono disponibili a rivedere la legge sulla servitù della gleba.

Alessandro divenne zar il 2 marzo 1855 e impiegò molti mesi a rendersi conto e ad accettare la situazione critica della Russia nella guerra di Crimea. Per tutta la durata del suo regno fu sempre coadiuvato nella politica estera da Aleksandr Michajlovič Gorčakov, che nel 1855 seguì come plenipotenziario le trattative di pace a Vienna e, dall'anno seguente, divenne ministro degli esteri per volontà di Alessandro.
L'8 settembre 1855 Francia e Gran Bretagna espugnarono la fortezza russa di Sebastopoli. Ciononostante lo zar non si perse d'animo, invitando il suo comandante Michail Dmitrievič Gorčakov, parente del diplomatico, a confidare nel valore dei suoi uomini e nell'aiuto di Dio. La Russia, in effetti, era in grosse difficoltà e quando l'Austria si schierò politicamente con gli alleati, la necessità di porre fine alla guerra divenne decisiva. Il 15 gennaio 1856 Alessandro presiedette un consiglio della corona in cui i dignitari sostennero che la Russia avrebbe comunque finito col perdere la guerra. Dopo pressanti lettere personali dello zio, il re di Prussia Federico Guglielmo IV, Alessandro chiese un armistizio e a marzo accettò la pace di Parigi.

## L'emancipazione della servitù (1856-1861)
Dopo la sconfitta nella guerra di Crimea lo scontento parve generale. Burocrati, membri della corte, intellettuali, cittadini e contadini sembravano tutti premere per cambiamenti radicali nella struttura dell'Impero russo. Alessandro fu chiamato a rimodellare completamente lo Stato, abolire un ordine secolare fondato sulla servitù, instaurare la legalità, ridisegnare l'intera amministrazione, introdurre la libertà di stampa e rimettere in piedi una società repressa e umiliata.
L'11 aprile 1856 lo zar pronunciò un discorso ai rappresentanti della nobiltà moscovita che è considerato l'avvio del processo di emancipazione. Tranquillizzò dapprima la platea, smentendo le voci su una sua intenzione di abolire subito la servitù della gleba, e poi aggiunse:
(Dal discorso di Alessandro II alla nobiltà moscovita dell'11 aprile 1856)

### Il "rescritto Nazimov"

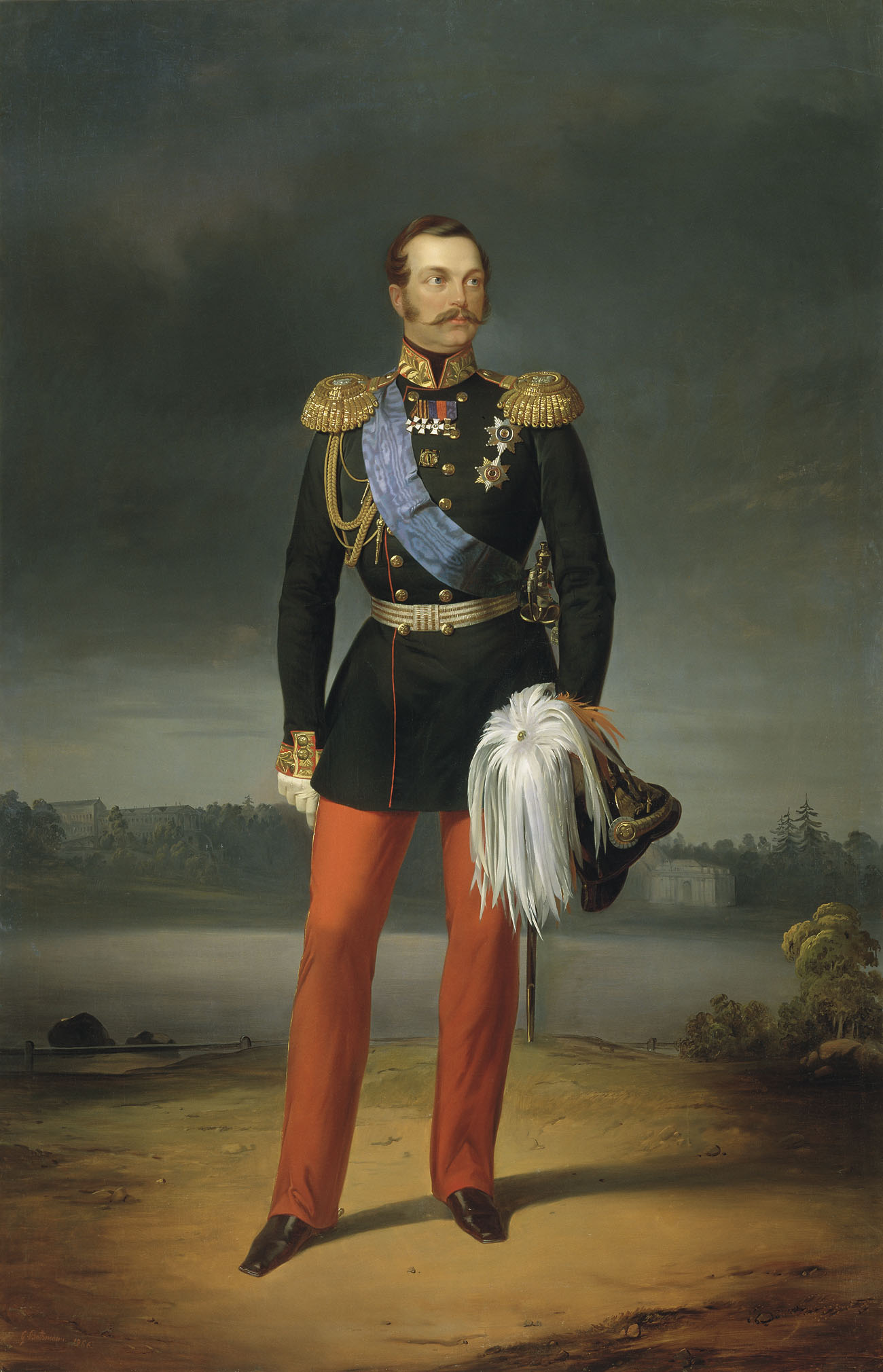
Alessandro II ritratto nel 1856

Si capì ben presto che i soli proprietari terrieri disposti ad affrontare il cambiamento si trovavano per lo più nelle province di Kaunas, Vilnius (entrambe oggi in Lituania) e Hrodna (oggi in Bielorussia). Ciò fu confermato dai nobili intervenuti all'inizio di settembre del 1856 alle sfarzose cerimonie di incoronazione di Alessandro a Mosca. Di conseguenza, due mesi dopo, il 7 novembre, Alessandro impartì al governatore delle tre province, il generale Vladimir Ivanovič Nazimov (1802-1874), l'ordine di raccogliere sistematicamente le opinioni dei proprietari terrieri e nel gennaio del 1857 istituì un "comitato segreto sulla questione contadina" di cui faceva parte, unico liberale, il ministro dell'Interno Sergej Stepanovič Lanskoj (1787-1862).
Ottenute le informazioni da Nazimov sulle tre province, lo zar, il 2 dicembre 1857, rispose con il cosiddetto "rescritto Nazimov", considerato il primo passo reale verso l'emancipazione dei contadini. La disposizione, in effetti, non parlava di “emancipazione”, ma solo di “miglioramento delle condizioni di vita”: i nobili rimanevano proprietari, ma potevano vendere la terra ai contadini per la parte attigua alle case di questi ultimi. Essa si applicava inoltre alle sole tre province di Nazimov. L'importanza della disposizione non dipese tuttavia dalle clausole, quanto dalla rapidità con cui fu fatta circolare e resa di pubblico dominio. Vennero, cioè, resi pubblici piani di grande portata prima che fossero perfezionati per adattarli a tutto l'Impero, evidenziando un elemento nuovo: Alessandro coinvolgeva la comunità intellettuale nell'elaborazione e nella stesura definitiva della legge.

### La legge
All'inizio del 1858, poiché il comitato segreto sulla questione contadina non doveva più rimanere segreto, fu rinominato “comitato supremo” e i giornalisti furono autorizzati a discutere liberamente dell'emancipazione.
Nelle sei settimane trascorse in viaggio per l'Impero nell'estate del 1858, Alessandro venne a contatto con le più varie opinioni sull'argomento dell'emancipazione: dal riformismo della provincia di Tver' al conservatorismo di Nižnij Novgorod, dove gli si chiese di far pagare ai contadini anche la libertà dei loro corpi. Nello stesso periodo il tradizionalista Jakov Ivanovič Rostovcev (1804-1860), incaricato del comitato, inviò quattro lettere allo zar. Nell'ultima sosteneva che l'acquisizione di terreni da parte dei contadini poteva essere realizzata in modo durevole e con rapidità. Alessandro, colpito dalla svolta riformatrice di Rostovcev, diede il suo assenso e all'inizio del 1859 abolì il comitato supremo, creando delle "commissioni di revisione", guidate da Rostovcev, con il compito di preparare la stesura della legge.
Rostovcev, deceduto all'inizio del 1860, fu sostituito dal conservatore Viktor Nikitič Panin (1801-1874). Il lavoro della commissione terminò a ottobre e ulteriori modifiche alla bozza di Rostovcev vennero effettuate da vari organi dello Stato, fino al 3 marzo 1861, giorno in cui Alessandro appose la sua firma alla legge. Lo zar era consapevole del fatto che le norme lasciassero molto a desiderare e ne rinviò la pubblicazione fino al 17 marzo 1861.
La legge dichiarava che la terra rimaneva di proprietà dei nobili. Per riscattarsi, i contadini, oltre alla casa, dovevano acquistare il terreno a loro assegnato, ma solo se il proprietario decideva di venderlo, e i nobili ebbero tutto l'agio di gonfiare i prezzi, favoriti dal fatto che gli arbitri che sovrintendevano agli accordi erano anch'essi nobili. Alla fine la legge del 1861 si confermò nettamente favorevole alla nobiltà. Ciononostante, all'inizio del 1881 l'84,7% degli ex servi erano diventati proprietari delle terre loro assegnate.

### Le conseguenze
Le reazioni immediate all'emancipazione furono ostili, poiché da un lato i contadini rimasero delusi e dall'altro i nobili conservatori e lo stesso Alessandro si spaventarono dell'enormità del cambiamento. Nella primavera del 1861 lo zar effettuò un rimpasto di governo e licenziò il ministro dell'Interno Lanskoj; successivamente fece arrestare i nobili liberali di Tver', ma nell'autunno del 1862 a Nižnij Novgorod non esitò a difendere l'emancipazione di fronte a una platea di nobili che le erano apertamente ostili.

## Le altre riforme (1856-1864)

### L'università

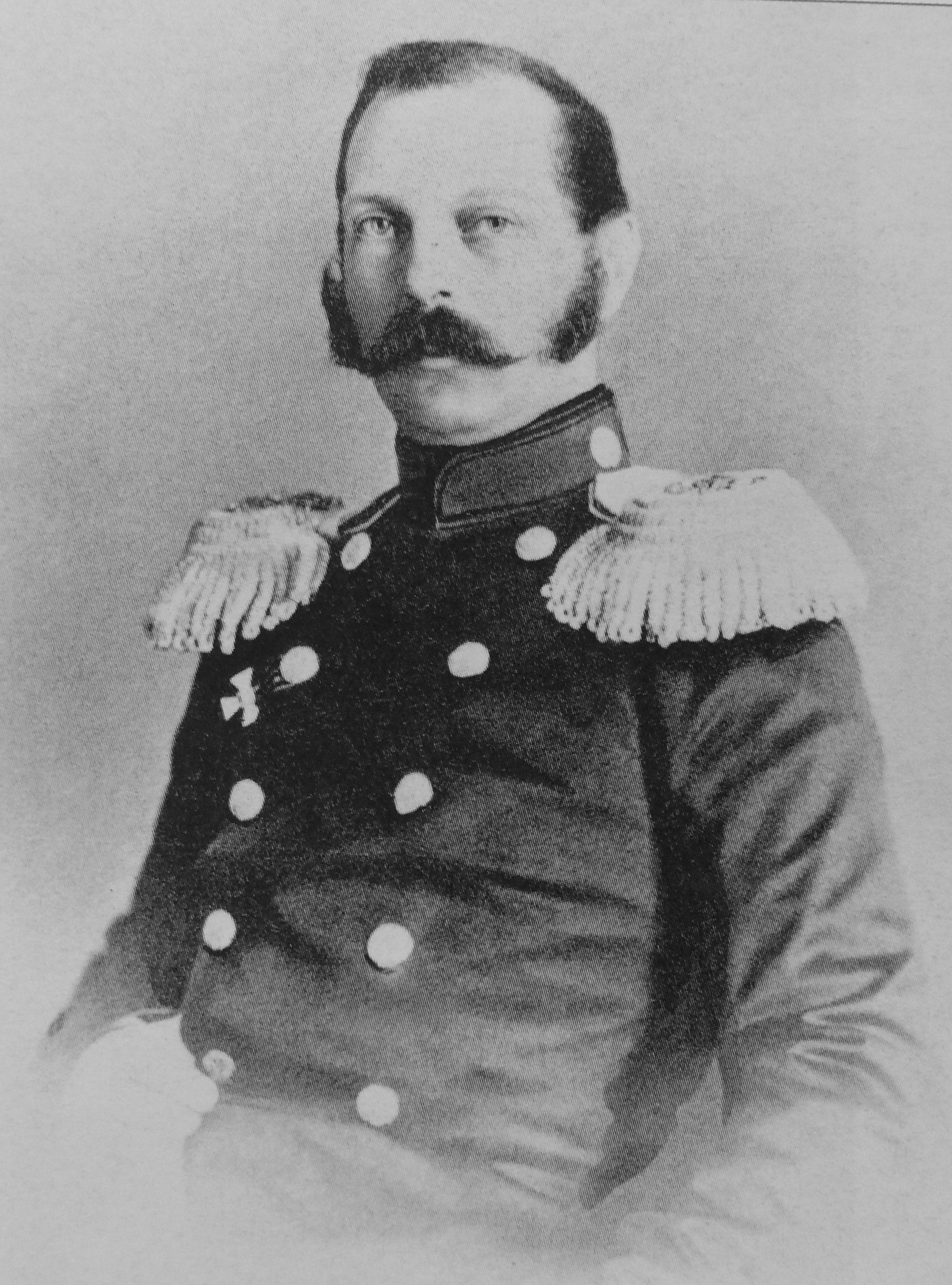
Alessandro II fotografato nel 1860 circa

Anche l'istruzione subì importanti cambiamenti e contraccolpi nel periodo di regno di Alessandro II. Subito dopo l'ascesa al trono, il nuovo zar allentò le limitazioni sull'istruzione superiore che il padre aveva introdotto a causa delle rivoluzioni europee del 1848. Nella seconda metà degli anni cinquanta furono aboliti i tetti d'iscrizione, i poveri furono esentati dal pagamento delle tasse scolastiche, fu ripristinata l'abitudine di inviare i migliori studenti in Europa occidentale per un perfezionamento post laurea, furono ammesse le donne alle lezioni, si smise di sorvegliare gli studenti fuori l'orario delle lezioni, si reintrodussero materie controverse, come il diritto dell'Europa occidentale, e si nominarono funzionari di vedute liberali alla direzione dei distretti scolastici.
Soprattutto, il ministero della Pubblica istruzione trasformò radicalmente il corpo accademico, accogliendo docenti di ampie vedute. Fra questi ultimi, quelli che erano politicamente motivati approfittarono della nuova posizione durante le lezioni, mentre fra gli studenti aumentava di anno in anno la percentuale di soggetti poveri. In breve l'università si trasformò in una polveriera e si verificarono estesi disordini.
Alessandro allora fece un passo indietro e nel 1861 nominò ministro della Pubblica istruzione l'ammiraglio Evfimij Vasil'evič Putjatin, che attuò alcune misure coercitive, come l'abolizione dell'esenzione del pagamento delle tasse scolastiche e il divieto delle associazioni studentesche. Gravi incidenti si verificarono all'Università di San Pietroburgo, che nel 1861 fu chiusa, e in altri atenei dell'Impero.
Tuttavia, qualche anno dopo, Alessandro sostituì Putjatin e nominò una commissione che condusse lo studio più ampio sull'università in Russia che mai fosse stato realizzato, accettò i consigli di professori liberali e promulgò nel giugno 1863 una legge che migliorò le finanze delle università, concesse ai docenti ampi poteri di controllo sulle questioni universitarie e salvaguardò il principio che le accademie erano aperte a tutte le classi sociali.

### L'esercito
Sin dalla sua ascesa al trono Alessandro II dimostrò un atteggiamento nei confronti dell'esercito ben diverso da quello moderatamente conservatore del padre. Nel 1858, ad esempio, partecipò alla fondazione del periodico riformista Miscellanea militare e l'anno successivo formalizzò la decisione di Nicola I di ridurre la durata del servizio militare da 25 a 15 anni.
Nominando il suo amico, il principe Aleksandr Barjatinskij (1814-1879), governatore del Caucaso e ordinandogli di dare una svolta decisiva alla guerra locale che si trascinava dal 1817, Alessandro diede modo a un innovatore di esprimere il proprio talento. Barjatinskij catturò il comandante della resistenza, l'Imam Shamil, nel 1859, dopo aver introdotto una maggiore libertà d'azione per i comandanti locali, un migliore addestramento e un criterio più rigoroso per le promozioni. Cinque anni dopo il conflitto era concluso.
Forte del successo, il 27 gennaio 1862 il ministro della Guerra Dmitrij Alekseevič Miljutin sottopose allo zar delle proposte che vennero in buona parte realizzate. La conseguenza fu che tra il 1862 e il 1870 la riserva dell'esercito crebbe da 210.000 a 553.000 uomini e nel 1864 si rese possibile sia una più efficiente chiamata alle armi dei riservisti in caso di guerra, sia il parziale decentramento del potere ai comandanti locali. Nel 1862, inoltre, una commissione creò dei ginnasi per allievi ufficiali.

### Glizemstvoprovinciali
I provvedimenti che Alessandro emanò riguardo alle istituzioni locali dei contadini risultarono secondi di importanza solo all'emancipazione. Riguardo a quest'ultima risultò necessaria una riorganizzazione dei governi locali, i cui princìpi furono annunciati il 6 aprile 1859 da Alessandro, che si espresse per coinvolgere i contadini affinché eleggessero dei loro rappresentanti.
A un livello di amministrazione locale inferiore a quelli già esistenti vennero create delle piccole comunità contadine, i volost' nel russo dell'epoca, che, sebbene assicurassero una forma di autogoverno rurale, furono realizzate soprattutto per rafforzare il controllo dello zar. Poiché tali comunità finirono per aumentare il divario fra contadini e classi privilegiate, il 13 gennaio 1864 Alessandro promulgò le norme per la creazione di nuove assemblee, gli zemstvo (plurale zemstva).
Queste rappresentavano la società della provincia nel suo complesso e possedevano una considerevole autorità. I delegati venivano eletti periodicamente dai proprietari terrieri, dai borghesi e dai delegati degli volost' che erano contadini. Gli zemstvo potevano riscuotere le tasse e presentare eventuali rimostranze al governo centrale. I loro settori d'intervento erano l'economia locale, l'istruzione, l'assistenza medica, le prigioni e la manutenzione stradale.

### I tribunali

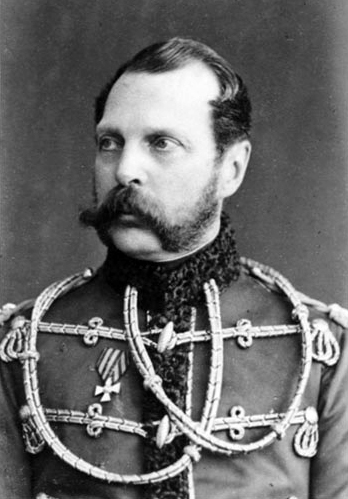
Alessandro II nel 1864 riuscì a riformare il sistema giudiziario russo, avvicinandolo a quelli dell'Europa occidentale

Nel suo primo memoriale da ministro dell'Interno, Pëtr Aleksandrovič Valuev (1815-1890) affermò che gli ostacoli principali affinché i nobili di larghe vedute affrontassero l'emancipazione dei servi con uno spirito imprenditoriale erano dati dall'inadeguatezza della struttura giudiziaria. Si trattava di accelerare la riforma dei tribunali, che languiva. Alessandro rispose alla richiesta di Valuev e, nell'ottobre 1861, rimosse i conservatori che si occupavano della materia e la trasferì ai riformisti.

A capo della sezione legale del Consiglio di Stato, lo zar nominò Pavel Pavlovič Gagarin (1789-1872), che all'inizio del 1862 lo convinse della necessità di rivedere i progetti di riforma secondo l'esempio degli Stati dell'Europa occidentale. Verso la fine dell'anno i collaboratori di Gagarin presentarono un documento (Principi di base per la riforma dei tribunali) che fu il riferimento dei regolamenti del novembre 1864. Obiettivo di questi ultimi fu: 
(George Vernadsky, A source book for russian history, New Haven (Conn.), Yale University Press, 1972, vol.III, p. 614.)
La legge introdusse un sistema giudiziario a cinque livelli. Le assemblee degli zemstvo eleggevano i giudici di pace per i reati minori che, riuniti in sessioni collegiali, costituivano il secondo grado. Per i restanti livelli (corti distrettuali, tribunali e Senato, che fungeva da corte d'appello), le autorità nominavano i giudici, le cui alte retribuzioni li dissuadevano dalla corruzione. Alcuni elementi del vecchio sistema inquisitorio tuttavia sopravvissero, come la figura del magistrato inquirente, mentre l'istituzione della professione di procuratore legale trasformò i processi in riti accusatori aperti, sul modello britannico. Infine, per cancellare l'impressione di ostilità che il sistema giudiziario incuteva, furono introdotte, e questa fu l'innovazione più sorprendente, le giurie.

### Il fisco
Membro della cerchia di riformatori che faceva capo al fratello di Alessandro, il granduca Konstantin Nikolaevič, il ministro delle Finanze Michail Christoforovič Rejtern (1820-1890), assieme a un altro economista che come lui aveva esperienze all'estero, Valerian Alekseevič Tatarinov (1816-1871), avviò dei cambiamenti che migliorarono la gestione delle finanze imperiali.
Lo zar aveva tutti i motivi per ascoltare i loro consigli, in quanto non solo le sue casse versavano in condizioni disperate, ma non avrebbe potuto contrarre facilmente prestiti in Occidente fino a quando le procedure contabili fossero rimaste inadeguate. Nel 1862 maturarono i cambiamenti. Lo Stato cominciò a rendere pubblica la propria contabilità e, per battere l'inflazione, fu possibile convertire le banconote in monete metalliche. Alessandro aumentò la capacità del ministero delle Finanze di fare economia, ordinando stime dettagliate delle spese previste. Si abolirono inoltre gli appalti sulle imposte. L'ultimo di questi, sulla vodka, fu sostituito con un'imposta sul consumo. Con questa disposizione, del 1863, la vodka scese di prezzo e divenne più facilmente disponibile sul mercato. In termini finanziari e amministrativi, la riforma fiscale nel suo complesso si rivelò uno dei maggiori successi degli anni sessanta.

## Conclusioni sulle riforme

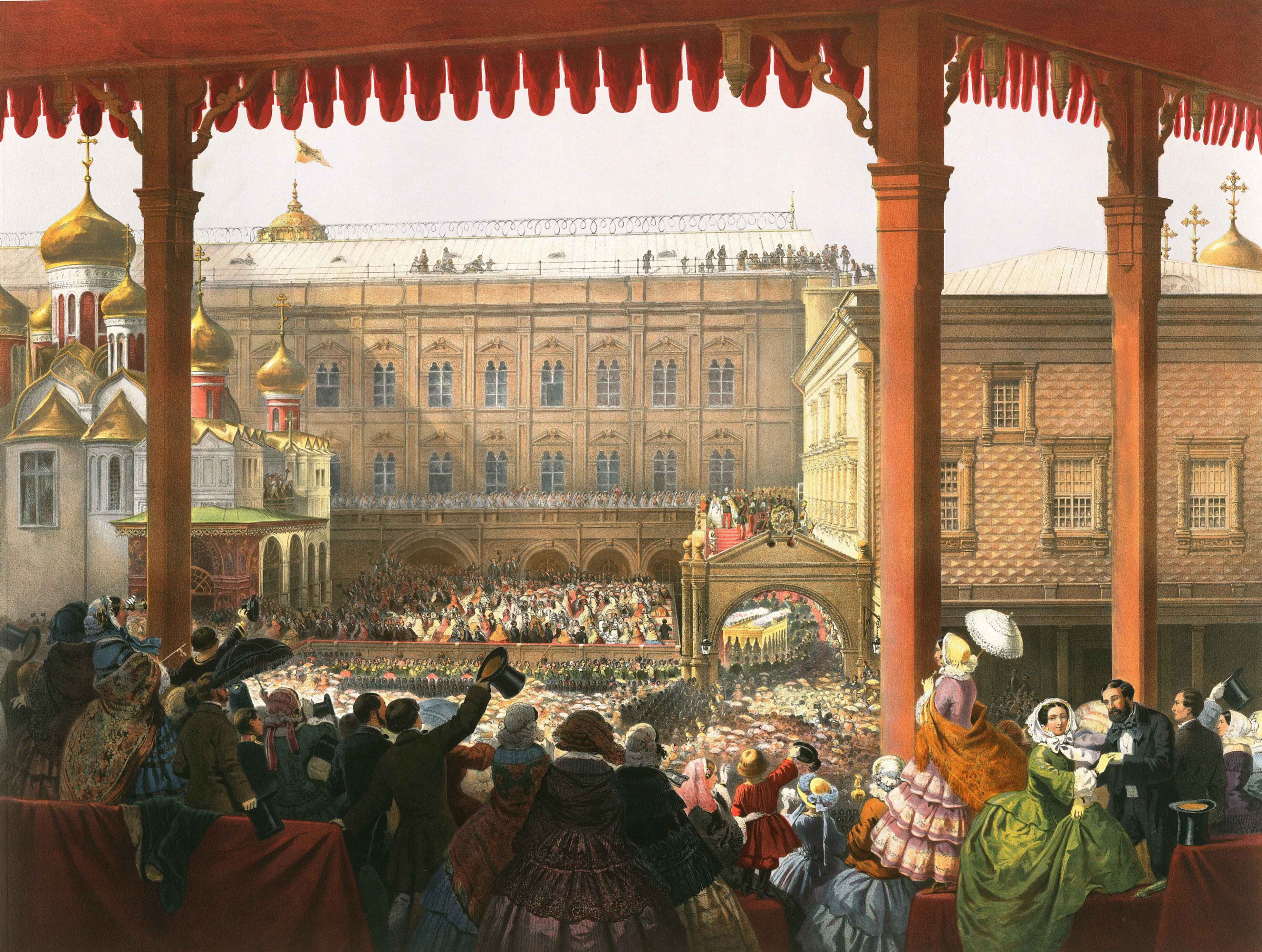
Il popolo di Mosca saluta Alessandro II nei giorni della cerimonia dell'incoronazione (settembre 1856)

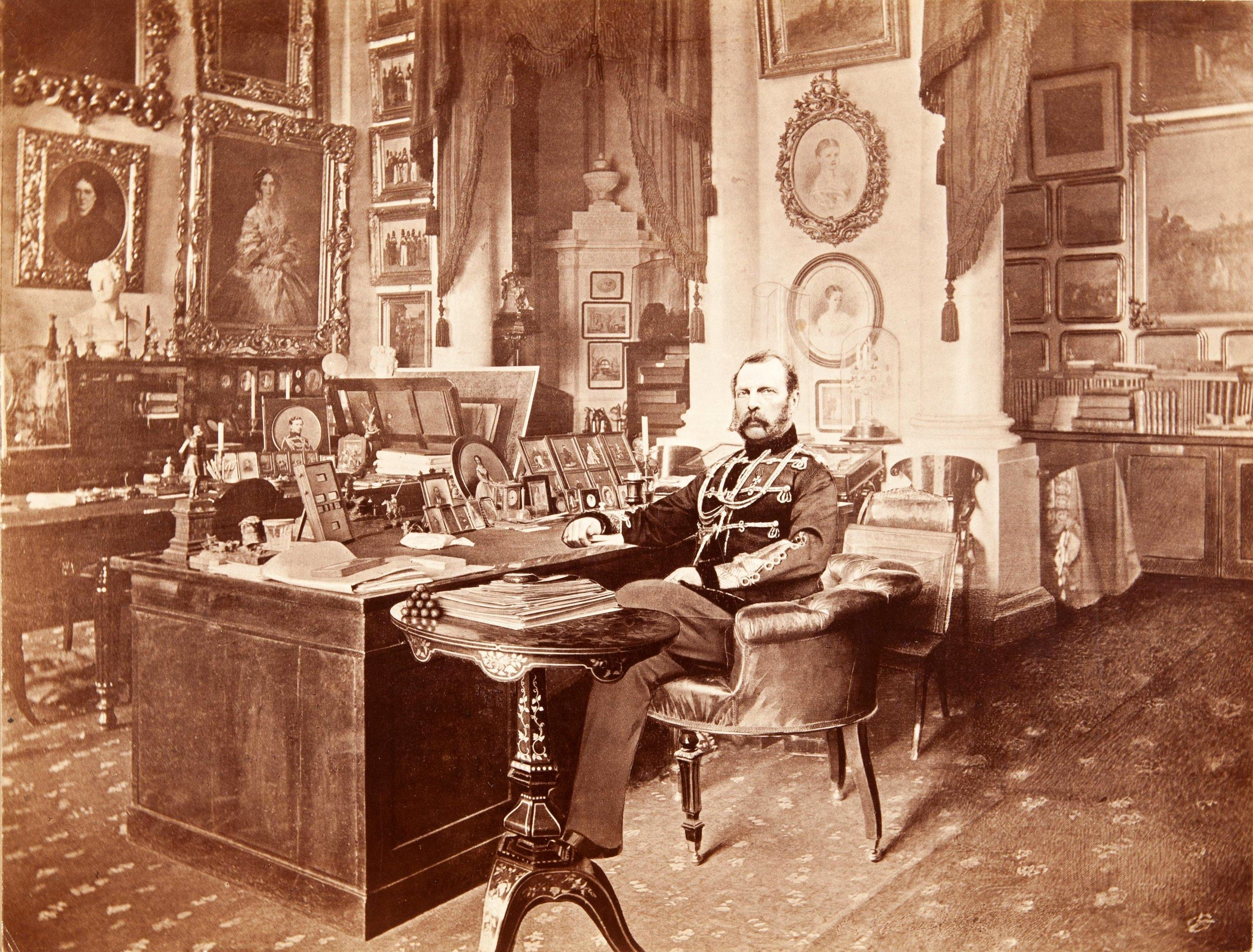
Lo zar Alessandro II alla scrivania nel suo studio privato

Nonostante i molti cambiamenti avviati da Alessandro, il concetto di Stato incarnato nella persona dello zar come mediatore autocrate tra i vari elementi dell'organismo russo non venne minimamente modificato. Pur conferendo nel 1861 uno status formale a quel consiglio dei ministri che aveva istituito nel 1857, fu solo negli ultimissimi giorni del suo regno, esposto alla pressione dei terroristi, che Alessandro II sciolse la cancelleria imperiale che con il padre Nicola I aveva costituito il fulcro dell'autorità imperiale.
Malamente eseguite, incomplete, frammentarie e incerte, le misure promulgate da Alessandro trasformarono nondimeno lo Stato russo. Dopo il 1861 il Paese ampliò la base da cui potevano emergere i talenti imprenditoriali, la produttività agricola dei grandi possedimenti aumentò, col meccanismo dei pagamenti di riscatto dell'indipendenza dei contadini il ruolo dell'economia monetaria fu notevolmente accresciuto, i settori della nobiltà che diminuirono le loro fortune furono quelli i cui membri avevano una mentalità ostile allo sviluppo industriale e, soprattutto, enorme fu la scossa psicologica e sociale di fronte all'abolizione della servitù.
Tuttavia, la morte del figlio maggiore Nikolaj a soli 22 anni nel 1864 e il primo attentato alla sua vita, subito il 16 febbraio 1866, minarono il morale di Alessandro e lo resero senza dubbio incline a vedere con sfavore ulteriori riforme. Con l'eccezione di Rejtern e Miljutin, nella seconda metà degli anni sessanta la maggior parte dei funzionari riformisti fu sostituita da conservatori. Inoltre, l'allarmante vittoria della Prussia sull'Austria nella guerra del 1866 spinse lo zar a distogliere l'attenzione dalla politica interna e riflettere più attentamente sugli equilibri europei.

## La politica estera

L'Impero russo raggiunse con Alessandro II la sua massima espansione

Dopo la guerra di Crimea e il conseguente congresso di Parigi, che privò la Russia della sua flotta nel Mar Nero, San Pietroburgo si trovò umiliata e completamente isolata in Europa. Alessandro II affidò al nuovo ministro degli Esteri Aleksandr Michajlovič Gorčakov il compito di risalire la china.
Gorčakov era moderatamente prudente; Alessandro, d'altro canto, era abbastanza disposto ad ascoltare gli ammonimenti di chi riteneva che non fosse ancora venuto il momento per una politica aggressiva, ma appoggiò costantemente gli espansionisti quando giudicò che questi avevano probabilità di successo.

### L'avvicinamento alla Francia (1856-1859)
Per recuperare la potenza nel Mar Nero la Russia aveva bisogno di trattare con i Paesi interessati a modificare l'ordine europeo controllato da Vienna. La Russia era, come la Francia e il Piemonte, avversaria dell'Austria, il cui campo di manovra erano i Balcani. Come primo passo di avvicinamento, nel 1856, la madre di Alessandro, Aleksandra Fёdorovna, elesse a propria residenza invernale Villafranca Piemonte, dove il re di Sardegna Vittorio Emanuele II le fece visita.
La Francia, tuttavia, alla Russia era potenzialmente più utile del Piemonte e nel settembre del 1857 Alessandro e Napoleone III di Francia si incontrarono a Stoccarda. In questa occasione lo zar promise di non intervenire in aiuto dell'Austria nel caso in cui la Francia e il Piemonte avessero attaccato le province asburgiche di Lombardia e Veneto. Ma quando, alla fine del 1858, Napoleone III scoprì completamente le sue carte proponendo alla Russia un attacco combinato all'Austria in cambio di compensi territoriali, la Russia rifiutò. Essa era infatti interessata principalmente all'abrogazione delle clausole del trattato di Parigi. Per cui, il 3 marzo 1859, firmò un accordo con la Francia che la impegnava unicamente a una “benevola neutralità” in caso di guerra tra Parigi e Vienna. Dopo la vittoria dell'esercito franco-piemontese, la questione del Mar Nero cadde in oblio, facendo fallire il primo tentativo della Russia di trovare un alleato in Europa.
L'incontro di Stoccarda, il primo di una certa importanza di Alessandro II, fu per certi aspetti sorprendente, poiché vide protagonisti un autocrate come Alessandro e il nipote di Napoleone Bonaparte (nemico storico delle monarchie conservatrici). Il colloquio allarmò, infatti, gli altri membri della vecchia Santa Alleanza: il re di Prussia Federico Guglielmo IV rifiutò di parteciparvi per non isolare l'Austria e dichiarò poi che la Santa Alleanza era morta, «almeno finché è vivo Alessandro!». Quest'ultimo, dopo molte insistenze, accettò tuttavia di vedersi con Francesco Giuseppe a Weimar il 1º ottobre 1857, ma l'incontro non andò bene e la politica russa successiva fu più ostentatamente filo-francese.

### L'Estremo Oriente (1858-1860)
Con l'ascesa al trono di Alessandro II, il governatore della Siberia Orientale Nikolaj Nikolaevič Murav'ëv-Amurskij (1809-1881) poté sviluppare la sua politica di espansione. Con i trattati russo-cinesi di Aigun e Tientsin del 1858 e quello di Pechino del 1860, la Russia ottenne sia la sponda settentrionale del fiume Amur, sia il territorio compreso fra il fiume Ussuri e il Mar del Giappone. Lo zar acquisì un territorio enorme (quasi 650.000 km².), benché scarsamente popolato. In queste regioni nel 1858 fu fondata la città di Chabarovsk e nel 1860 Vladivostok. Problemi ben più scottanti andavano però maturando al lato opposto dell'Impero.

### La rivolta polacca (1861-1870)

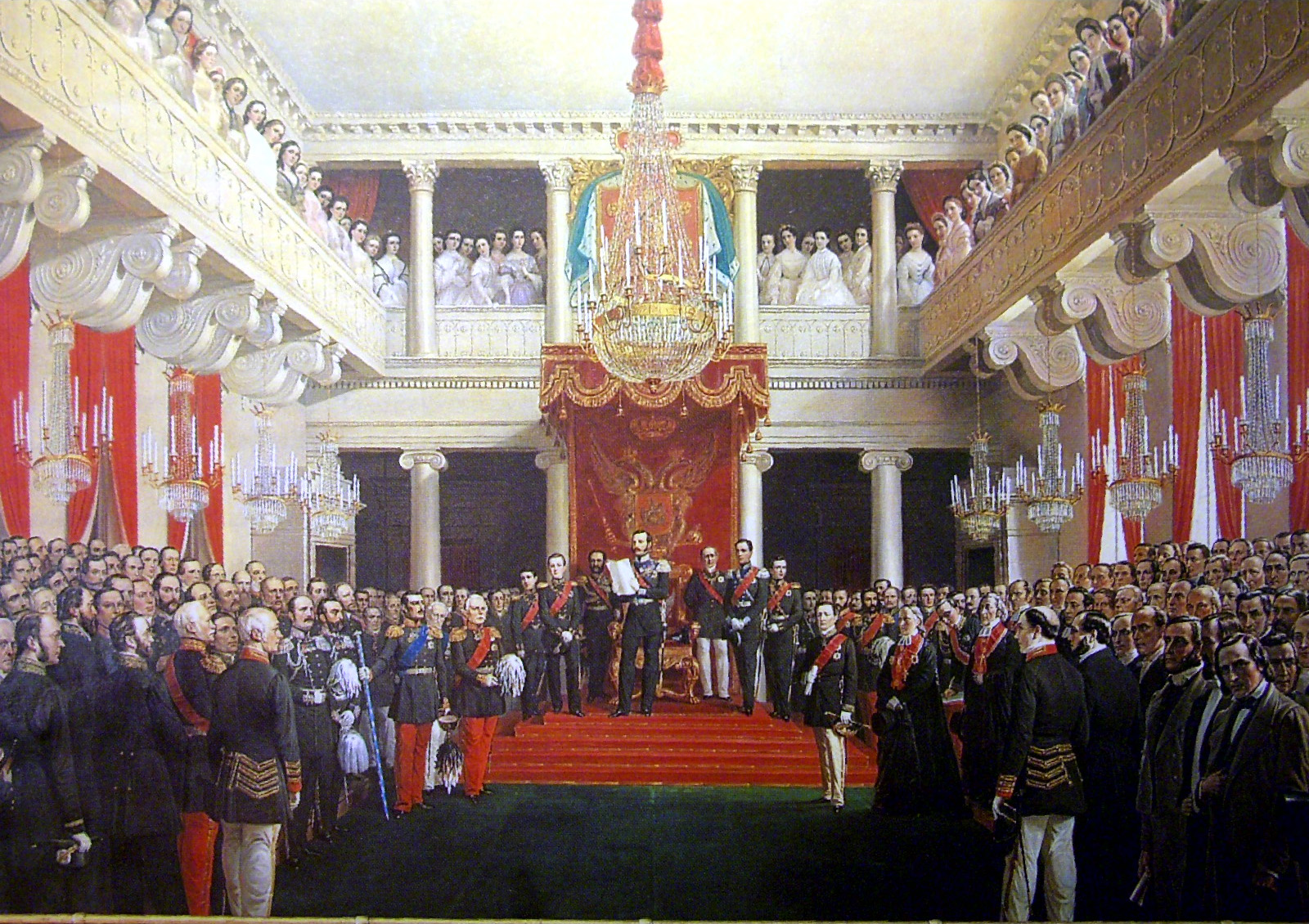
Per compensare la repressione in Polonia, Alessandro II riaprì nel 1863 la Dieta di Finlandia

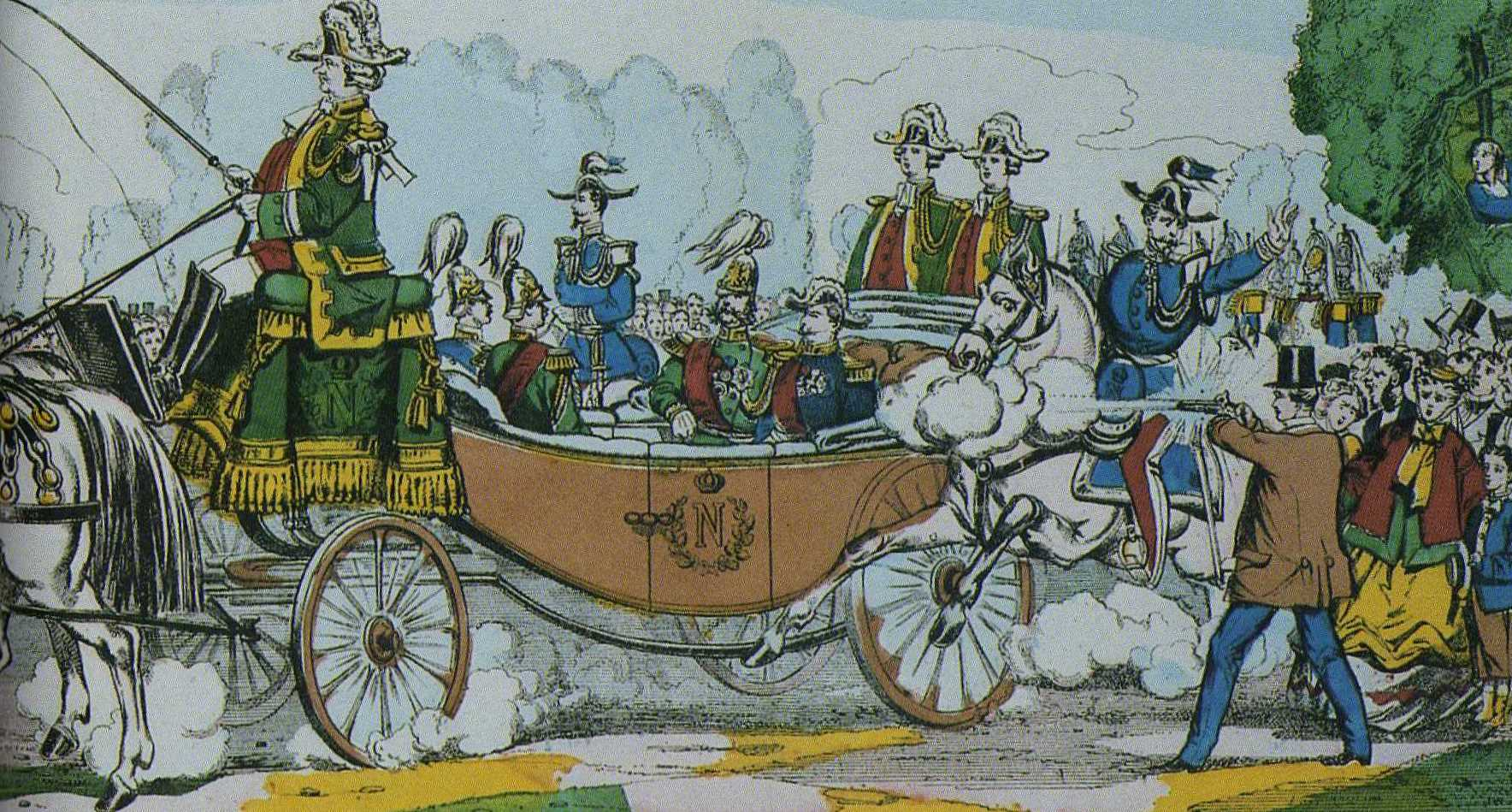
Durante una visita a Parigi Alessandro II nel 1867 subì un attentato, che fallì, per mano di un polacco

Le cause immediate dell'insurrezione della Polonia (regno vassallo della Russia dal 1815) derivarono dalla rinuncia da parte di Alessandro II alla rigida vigilanza che aveva contraddistinto il padre Nicola I. Per vari motivi i polacchi furono preda di una crisi di aspettative crescenti, che raggiunse l'apice all'inizio del 1861 e che si interruppe bruscamente a febbraio, quando, durante una manifestazione nazionalista, cinque persone rimasero uccise.
Alessandro, che aveva bisogno di tranquillità per annunciare l'emancipazione dei servi, nominò governatore a Varsavia Aleksander Wielopolski (1803-1877), un polacco filorusso che però fu costretto ad abbandonare la carica dagli altri nobili polacchi. Nominato viceré suo fratello Konstantin Nikolaevič nella primavera del 1862, Alessandro avviò delle riforme anche in Polonia, che non furono tuttavia sufficienti a evitare la grave "insurrezione di gennaio" del 1863.
Lo stesso anno i russi sconfissero il grosso delle forze ribelli, ma nell'autunno del 1864 erano ancora impegnati a rastrellare i rivoltosi. Inoltre non riuscirono a evitare che i disordini si propagassero al territorio nazionale russo. Allarmato dal pericolo di un'estendersi dell'insurrezione, Alessandro nominò l'intransigente Michail Nikolaevič Murav'ëv-Vilenskij (1796-1866) governatore dei territori di nord-ovest, dove si guadagnò il soprannome di "boia di Vil'na".

#### Le conseguenze
Conseguenza della rivolta polacca fu un'apertura nei confronti di alcune minoranze: nel 1863 Alessandro riaprì personalmente la Dieta di Finlandia e abolì molte delle restrizioni che gravavano sugli ebrei, ma nello stesso tempo il governo rifiutò l'idea che esistesse una lingua ucraina.
A seguito della repressione in Polonia, la Russia di Alessandro II si allontanò definitivamente dalla Francia e si avvicinò alla Prussia conservatrice. L'episodio che probabilmente determinò la svolta fu l'attentato che Alessandro subì a Parigi il 6 giugno 1867 per mano del rivoluzionario polacco Antoni Berezowski (1847-1916), che fallì il bersaglio. L'attentato aveva avuto anche un prologo: il giorno prima, durante la sua visita al Palazzo di Giustizia, Alessandro era stato avvicinato da un uomo, Charles Floquet (futuro presidente del Consiglio francese), che gli si parò dinanzi gridando: «Vive la Pologne, Monsieur!».
L'incertezza della politica europea fu bilanciata dallo zar dai buoni rapporti con gli Stati Uniti. Nel 1863 fece riparare le sue navi da guerra a New York e a San Francisco e nel 1867 rinunciò all'Alaska. Alla fine degli anni sessanta, così, la Russia si assicurò in Oriente un prezioso partner che bilanciò i precari rapporti con Parigi e Londra.

### Il "Grande gioco" in Asia centrale (1863-1875)

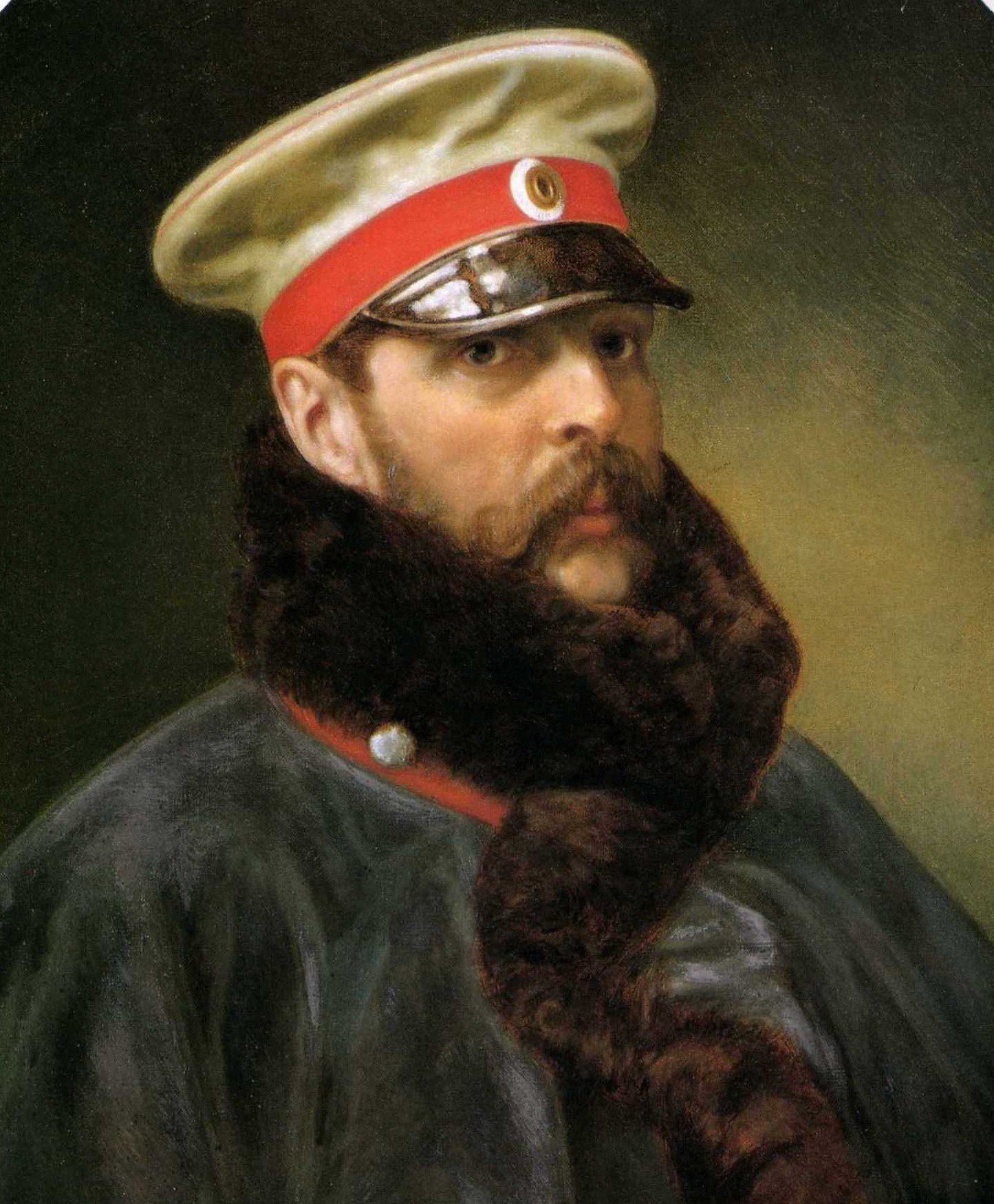
Dopo la conquista di Tashkent, Samarcanda e Khiva la fama di invincibilità di Alessandro si diffuse in tutta l'Asia centrale

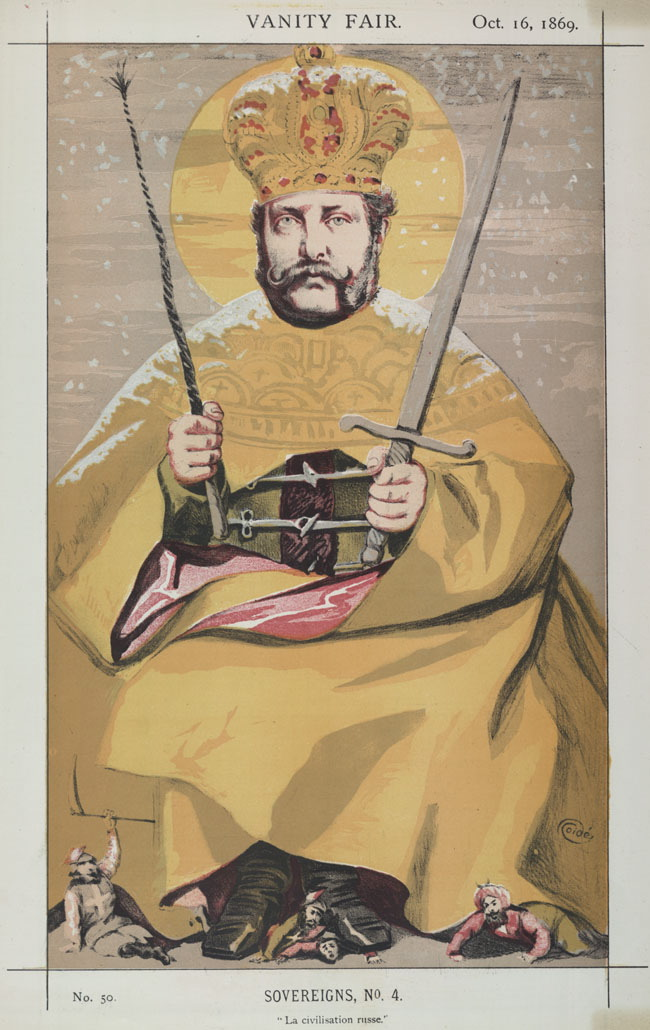
Alessandro II visto dagli inglesi: frusta e spada contro cattolici (polacchi) e turkmeni

Una delle questioni che Alessandro ereditò dai suoi predecessori fu quella dell'Asia centrale, dove i tentativi di espansione russa erano contrastati politicamente dalla Gran Bretagna, desiderosa di salvaguardare i confini dell'Impero indiano. Gli inglesi avevano soprannominato questo conflitto "The Great Game" (in italiano: il "Grande gioco").
Alessandro era circondato da consiglieri moderati (come Gorčakov), che lo mettevano in guardia sul rischio di una guerra con la Gran Bretagna, e consiglieri che invece erano persuasi che bisognava prevenire le trame di Londra. A far prendere una decisione allo zar fu il fatto che in America gli Stati Confederati del Sud, a causa della guerra di secessione, avevano interrotto le esportazioni di cotone in Russia e Alessandro sapeva che la regione centroasiatica di Kokand era molto adatta alla sua coltivazione.
Alla fine del 1863 i russi erano pronti ad avanzare nella regione, sia pure gradualmente. Il primo obiettivo fu la più importante città dell'Asia centrale, Tashkent, nel Khanato di Kokand. L'iniziativa dell'attacco si dovette alla decisione arbitraria del generale Michail Grigor'evič Černjaev che, ignorando gli ordini ricevuti, mosse su Tashkent ai primi di maggio del 1865 e la conquistò con un attacco a sorpresa il 16 dello stesso mese; poi attese la reazione dello zar. «Magnifica impresa!» la definì Alessandro, che non solo chiuse un occhio sulla disubbidienza del generale, ma lo insignì anche della Croce di Sant'Anna.
Richiamato in Europa Černjaev, Alessandro nominò primo governatore del Turkestan (la regione di cui divenne capitale Tashkent) un valoroso generale della guerra di Crimea, Konstantin Petrovič von Kaufman, che divenne il suo viceré in Asia centrale.
Approfittando della divisione fra i capi del Khanato di Bukhara, il 2 maggio 1868 Kaufman conquistò Samarcanda, riducendo lo Stato a protettorato russo. Nel 1873, dopo un accordo con gli inglesi sulla frontiera afgana, Alessandro e il suo Consiglio di Stato si sentirono pronti a conquistare l'ultimo khanato della regione e il 28 maggio Kaufman, dopo aver dato sulle mura di Khiva un saggio dei suoi cannoni, entrò trionfalmente in città.
La caduta della capitale del Khanato di Khiva rappresentò per lo zar una clamorosa vittoria psicologica e, sebbene i russi avessero combattuto contro tribù locali male armate e indisciplinate, l'episodio risollevò il prestigio della Russia, specie a discapito della Gran Bretagna, e accrebbe in Asia centrale la fama di invincibilità di Alessandro. Nel 1875 anche il Khanato di Kokand finì completamente assorbito nell'Impero russo per mano di Kaufman.

### Lo sfruttamento della guerra franco-prussiana (1870-1873)
La Russia colse l'occasione della guerra franco-prussiana per abolire unilateralmente le clausole del Congresso di Parigi che, dopo la sconfitta nella guerra di Crimea, le avevano imposto nel 1856 la smilitarizzazione del Mar Nero. Il 31 ottobre 1870 Gorčakov sostenne che la situazione geostrategica era completamente cambiata dal 1856 e che lo zar Alessandro non poteva più ritenersi vincolato dalle decisioni del congresso. La decisione fu ratificata a Londra dalle potenze europee nel 1871.
Sconfitta la Francia nella guerra contro la Prussia, sembrò ricostituirsi il modello di alleanze anteriore alla guerra di Crimea e la Lega dei tre imperatori del 1873, sottoscritta da Alessandro, Guglielmo I e Francesco Giuseppe, confermò tale sviluppo, mentre il tempo di una rivincita della guerra di Crimea sembrava per la Russia ormai apprestarsi.

### La guerra russo-turca e le sue conseguenze (1876-1878)

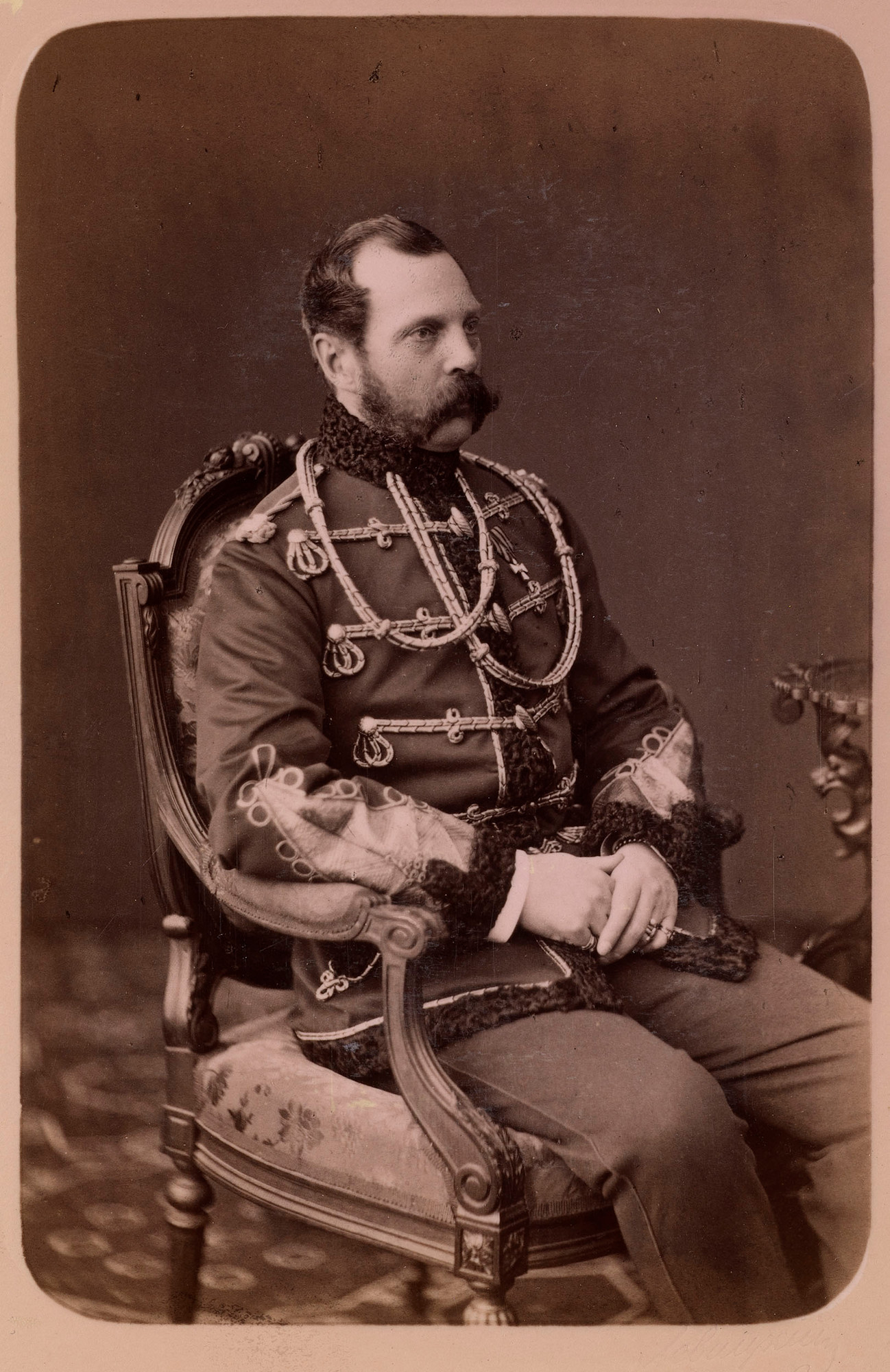
A seguito delle rivolte antiturche nei Balcani, Alessandro II nel 1877 dichiarò guerra all'Impero ottomano

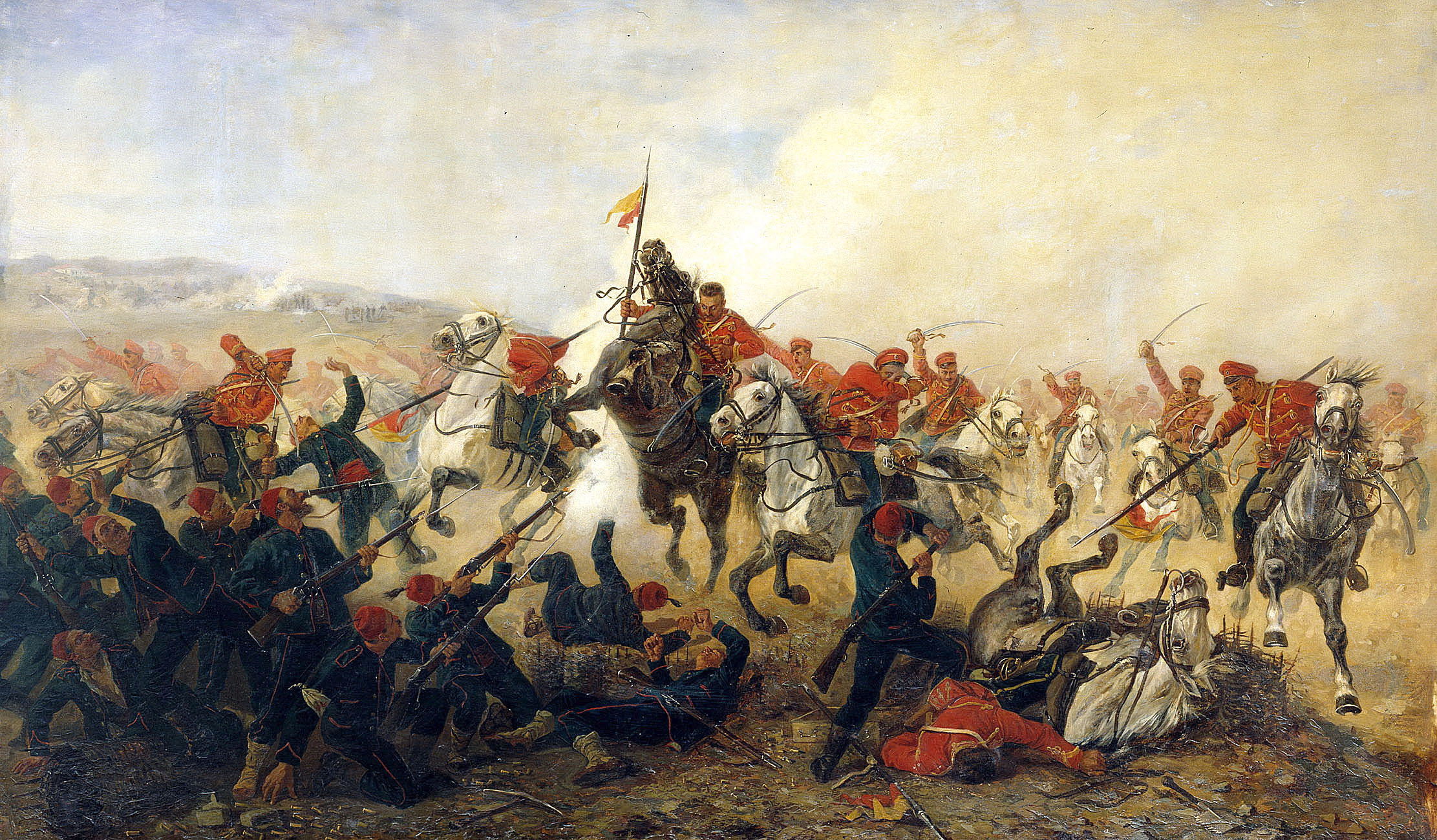
Un episodio dell'ottobre 1877 della guerra russo-turca: la carica della cavalleria russa a Telish, nella Bulgaria ottomana

Dopo la repressione ottomana della rivolta bulgara del 1876 e dopo la vittoria dei turchi sulla Serbia e il Montenegro, Alessandro II giunse alla conclusione che non avrebbe sopportato a lungo la prepotenza del malgoverno ottomano sugli slavi cristiani. I fattori che determinarono questa decisione furono l'influenza dell'ambiente panslavista della Crimea, dove in quel periodo dimorava Alessandro, e la necessità di dare una risposta alla Gran Bretagna, che aveva rifiutato di sottoscrivere la proposta austriaca di riforme indirizzata alla Turchia.
Ciò nondimeno, nel ricordo della guerra di Crimea, Alessandro si premurò di motivare la sua politica il 2 settembre 1876 con l'ambasciatore britannico Augustus Loftus (1817-1904) al palazzo di Livadija, in Crimea. Lo zar disse che non era più tollerabile per l'onore della Russia il comportamento dell'Impero ottomano e, se l'Europa non era disposta ad agire, egli lo avrebbe fatto da solo. Assicurò inoltre che la conquista di Costantinopoli da parte dei russi sarebbe stata impensabile e affermò di non voler trattenere territori eventualmente occupati.
Alessandro annunciò le sue intenzioni bellicose l'11 novembre 1876 quando, di ritorno da San Pietroburgo, tenne a Mosca un discorso che si concludeva con le parole: «Possa il Signore aiutarci ad adempiere la nostra sacra missione».
Dopo essersi accordata con l'Austria, la Russia dichiarò guerra all'Impero ottomano il 24 aprile 1877. Già qualche mese dopo Gorčakov cercò di convincere Alessandro a limitare i confini della futura Bulgaria libera dagli ottomani (e sotto l'influenza russa) fino alle montagne balcaniche. Lo zar, invece, recatosi al quartier generale in Romania, fu persuaso dal fratello Nikolaj a rinunciare a quella che fu denominata la “piccola pace”, con grande rincrescimento dei britannici, che minacciarono la guerra se i russi fossero entrati a Costantinopoli.
Terminata la guerra con successo, Alessandro mandò ai negoziati di pace con la Turchia, invece che Gorčakov (a suo giudizio troppo vicino all'Austria), il panslavista Nikolaj Pavlovič Ignat'ev (1832-1908). La decisione scaturì sia dal fatto che lo zar era diventato un sostenitore della causa slava, sia dall'appoggio che questa riceveva dalla popolazione. La conseguenza fu la pace di Santo Stefano, rivista, però, a discapito della Russia dal Congresso di Berlino.

## Gli ultimi tempi: il terrorismo (1877-1881)

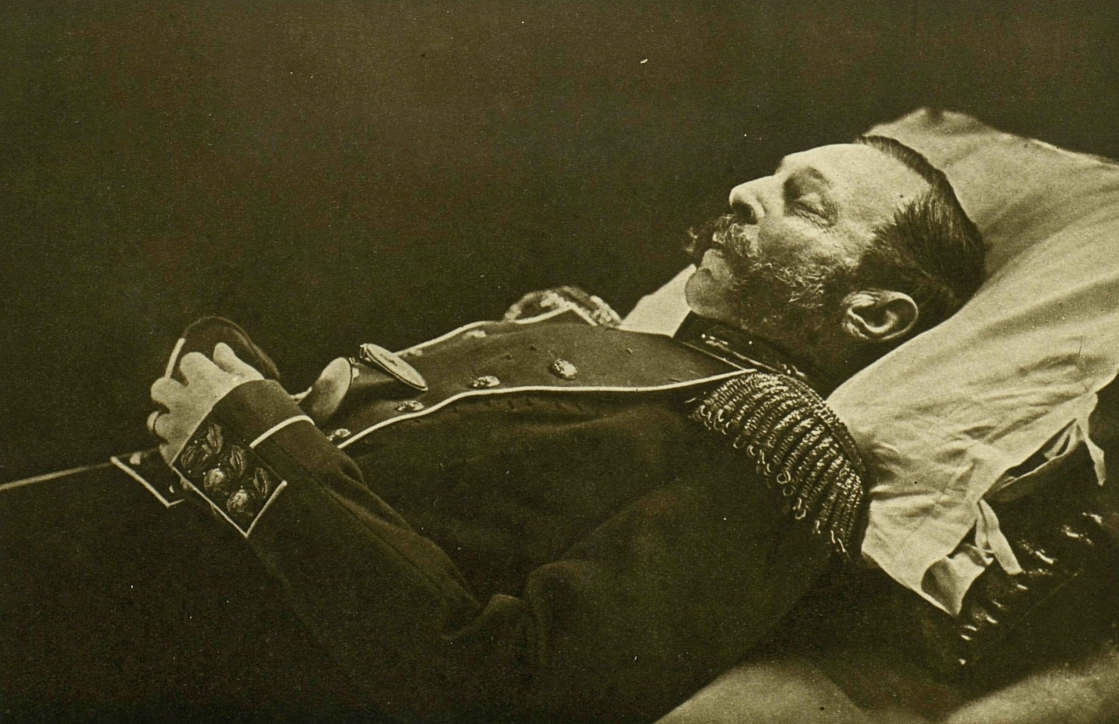
La salma di Alessandro II dopo l'attentato del 13 marzo 1881

Mentre i diplomatici di Alessandro negoziavano i trattati di Santo Stefano e Berlino, i suoi giudici processavano i rivoluzionari. All'inizio del 1877 fu celebrato il processo contro dei manifestanti a San Pietroburgo; lo stesso anno fu la volta di una organizzazione socialista e rivoluzionaria panrussa. In autunno fu avviato il «processo dei 193», il più importante dei processi politici della storia russa, e nel 1878, a Odessa, fu condannato a morte Ivan Koval'skij, responsabile di essersi opposto con le armi all'arresto.
Se l'obiettivo dei processi era quello di spaventare gli avversari del regime, esso non fu raggiunto. Il 14 aprile 1879 il rivoluzionario Aleksandr Solov'ëv tentò di uccidere Alessandro al termine della sua passeggiata nel Giardino d'Estate, sparandogli vari colpi di pistola. Lo zar riuscì a mettersi in salvo e l'attentatore, catturato, fu impiccato il 28 maggio dello stesso anno. Il 17 febbraio 1880 Stepan Chalturin, nell'intento di uccidere Alessandro, fece esplodere una bomba nel seminterrato del Palazzo d'Inverno, in corrispondenza della sala da pranzo dello zar. Quest'ultimo, tuttavia, si salvò perché si trovava in una stanza del piano superiore. Nell'esplosione morirono o rimasero ferite decine di persone.

### L'assassinio
Dopo questo episodio Alessandro II optò per una politica più moderata e nominò il generale Michail Tarielovič Loris-Melikov ministro dell'Interno, con l'incarico di proporre riforme; così pure diversi ministri moderati o liberali presero il posto di quelli reazionari. Il 13 marzo 1881 lo zar si disse disposto a prendere in considerazione le proposte di Loris-Melikov che, nella richiesta di far partecipare i cittadini alle riforme, seguivano le modalità dell'abolizione della servitù della gleba.
Lo stesso giorno alcuni cospiratori di Narodnaja volja, guidati da Sof'ja Perovskaja, misero in atto un elaborato complotto. Mentre Alessandro II faceva ritorno al Palazzo d'Inverno dopo essersi esercitato alla scuola di equitazione di San Pietroburgo, la sua carrozza fu colpita da una bomba lanciata da Nikolaj Rysakov, ma l'imperatore rimase illeso. Sceso per accertarsi dei danni e interrogare l'attentatore, che era stato arrestato dai cosacchi del seguito, Alessandro II fu investito dall'esplosione di una seconda bomba, lanciatagli da Ignatij Grinevickij. Lo scoppio colpì lo zar assieme al secondo attentatore, ferendo mortalmente entrambi. Gli altri autori del complotto, a seguito delle confessioni del Rysakov, furono arrestati pochi giorni dopo e giustiziati il 15 aprile 1881.
Alessandro II venne sepolto presso la cattedrale dei Santi Pietro e Paolo a San Pietroburgo.

## Discendenti
Dal matrimonio di Alessandro con Maria d'Assia e del Reno, poi Marija Aleksandrovna, nacquero otto figli:
- Aleksandra (1842-1849);
- Nikolaj (1843-1865), erede al trono;
- Aleksandr (1845-1894), erede al trono dal 1865 e futuro zar, sposato con Dagmar di Danimarca;
- Vladimir (1847-1909), sposato con Maria di Meclemburgo-Schwerin;
- Aleksej (1850-1908);
- Marija (1853-1920), sposata con Alfredo di Sassonia-Coburgo-Gotha;
- Sergej (1857-1905), sposato con Elizaveta Fëdorovna nata Elisabetta d'Assia-Darmstadt;
- Pavel (1860-1919), sposato con Alessandra di Grecia e successivamente con Ol'ga Valerianovna Karnovic.

Da Ekaterina Michajlovna Dolgorukova Alessandro ebbe quattro figli:
- il principe Georgij Aleksandrovič Jur'evskij, sposato con Alessandra Zarkenau;
- la principessa Ol'ga Aleksandrovna Jur'evskaja, sposata con il conte Georg Nikolaus von Marenberg;
- il principe Boris Aleksandrovič Jur'evskij (1876-1876);
- la principessa Ekaterina Aleksandrovna Jur'evskaja, sposata prima con il principe Aleksandr Vladimirovič Barjatinskij e poi con il principe Sergej Platonovič Obolenskij.

## Ascendenza
|                                   |                                  |                                           | Genitori                                               |  |  | Nonni |  |  | Bisnonni             |  |  | Trisnonni                          |  |
|                                   |                                  |                                           |                                                        |  |  |       |  |  | Pietro III di Russia |  |  | Carlo Federico di Holstein-Gottorp |  |
|                                   |                                  |                                           |                                                        |  |  |       |  |  | Pietro III di Russia |  |  | Carlo Federico di Holstein-Gottorp |  |
|                                   |                                  | Anna Petrovna Romanova                    |                                                        |  |  |       |  |  | Pietro III di Russia |  |  |                                    |  |
| Paolo I di Russia                 |                                  |                                           |                                                        |  |  |       |  |  | Pietro III di Russia |  |  |                                    |  |
|                                   |                                  | Caterina II di Russia                     | Cristiano Augusto di Anhalt-Zerbst                     |  |  |       |  |  |                      |  |  |                                    |  |
|                                   |                                  | Caterina II di Russia                     | Cristiano Augusto di Anhalt-Zerbst                     |  |  |       |  |  |                      |  |  |                                    |  |
|                                   |                                  | Caterina II di Russia                     | Giovanna di Holstein-Gottorp                           |  |  |       |  |  |                      |  |  |                                    |  |
| Nicola I di Russia                |                                  | Caterina II di Russia                     |                                                        |  |  |       |  |  |                      |  |  |                                    |  |
|                                   |                                  | Federico II Eugenio di Württemberg        | Carlo I Alessandro di Württemberg                      |  |  |       |  |  |                      |  |  |                                    |  |
|                                   |                                  | Federico II Eugenio di Württemberg        | Carlo I Alessandro di Württemberg                      |  |  |       |  |  |                      |  |  |                                    |  |
|                                   |                                  | Federico II Eugenio di Württemberg        | Maria Augusta di Thurn und Taxis                       |  |  |       |  |  |                      |  |  |                                    |  |
| Sofia Dorotea di Württemberg      |                                  | Federico II Eugenio di Württemberg        |                                                        |  |  |       |  |  |                      |  |  |                                    |  |
|                                   |                                  | Federica Dorotea di Brandeburgo-Schwedt   | Federico Guglielmo di Brandeburgo-Schwedt              |  |  |       |  |  |                      |  |  |                                    |  |
|                                   |                                  | Federica Dorotea di Brandeburgo-Schwedt   | Federico Guglielmo di Brandeburgo-Schwedt              |  |  |       |  |  |                      |  |  |                                    |  |
|                                   |                                  | Federica Dorotea di Brandeburgo-Schwedt   | Sofia Dorotea di Prussia                               |  |  |       |  |  |                      |  |  |                                    |  |
| Alessandro II di Russia           |                                  | Federica Dorotea di Brandeburgo-Schwedt   |                                                        |  |  |       |  |  |                      |  |  |                                    |  |
|                                   | Federico Guglielmo II di Prussia | Augusto Guglielmo di Prussia              |                                                        |  |  |       |  |  |                      |  |  |                                    |  |
|                                   | Federico Guglielmo II di Prussia | Augusto Guglielmo di Prussia              |                                                        |  |  |       |  |  |                      |  |  |                                    |  |
|                                   | Federico Guglielmo II di Prussia | Luisa Amalia di Brunswick-Wolfenbüttel    |                                                        |  |  |       |  |  |                      |  |  |                                    |  |
| Federico Guglielmo III di Prussia | Federico Guglielmo II di Prussia |                                           |                                                        |  |  |       |  |  |                      |  |  |                                    |  |
|                                   |                                  | Federica Luisa d'Assia-Darmstadt          | Luigi IX d'Assia-Darmstadt                             |  |  |       |  |  |                      |  |  |                                    |  |
|                                   |                                  | Federica Luisa d'Assia-Darmstadt          | Luigi IX d'Assia-Darmstadt                             |  |  |       |  |  |                      |  |  |                                    |  |
|                                   |                                  | Federica Luisa d'Assia-Darmstadt          | Carolina del Palatinato-Zweibrücken-Birkenfeld         |  |  |       |  |  |                      |  |  |                                    |  |
| Carlotta di Prussia               |                                  | Federica Luisa d'Assia-Darmstadt          |                                                        |  |  |       |  |  |                      |  |  |                                    |  |
|                                   |                                  | Carlo II di Meclemburgo-Strelitz          | Carlo Ludovico Federico di Meclemburgo-Strelitz        |  |  |       |  |  |                      |  |  |                                    |  |
|                                   |                                  | Carlo II di Meclemburgo-Strelitz          | Carlo Ludovico Federico di Meclemburgo-Strelitz        |  |  |       |  |  |                      |  |  |                                    |  |
|                                   |                                  | Carlo II di Meclemburgo-Strelitz          | Elisabetta Albertina di Sassonia-Hildburghausen        |  |  |       |  |  |                      |  |  |                                    |  |
| Luisa di Meclemburgo-Strelitz     |                                  | Carlo II di Meclemburgo-Strelitz          |                                                        |  |  |       |  |  |                      |  |  |                                    |  |
|                                   |                                  | Federica Carolina Luisa d'Assia-Darmstadt | Giorgio Guglielmo d'Assia-Darmstadt                    |  |  |       |  |  |                      |  |  |                                    |  |
|                                   |                                  | Federica Carolina Luisa d'Assia-Darmstadt | Giorgio Guglielmo d'Assia-Darmstadt                    |  |  |       |  |  |                      |  |  |                                    |  |
|                                   |                                  | Federica Carolina Luisa d'Assia-Darmstadt | Maria Luisa Albertina di Leiningen-Dagsburg-Falkenburg |  |  |       |  |  |                      |  |  |                                    |  |
|                                   |                                  | Federica Carolina Luisa d'Assia-Darmstadt |                                                        |  |  |       |  |  |                      |  |  |                                    |  |